# Sandra Reemer

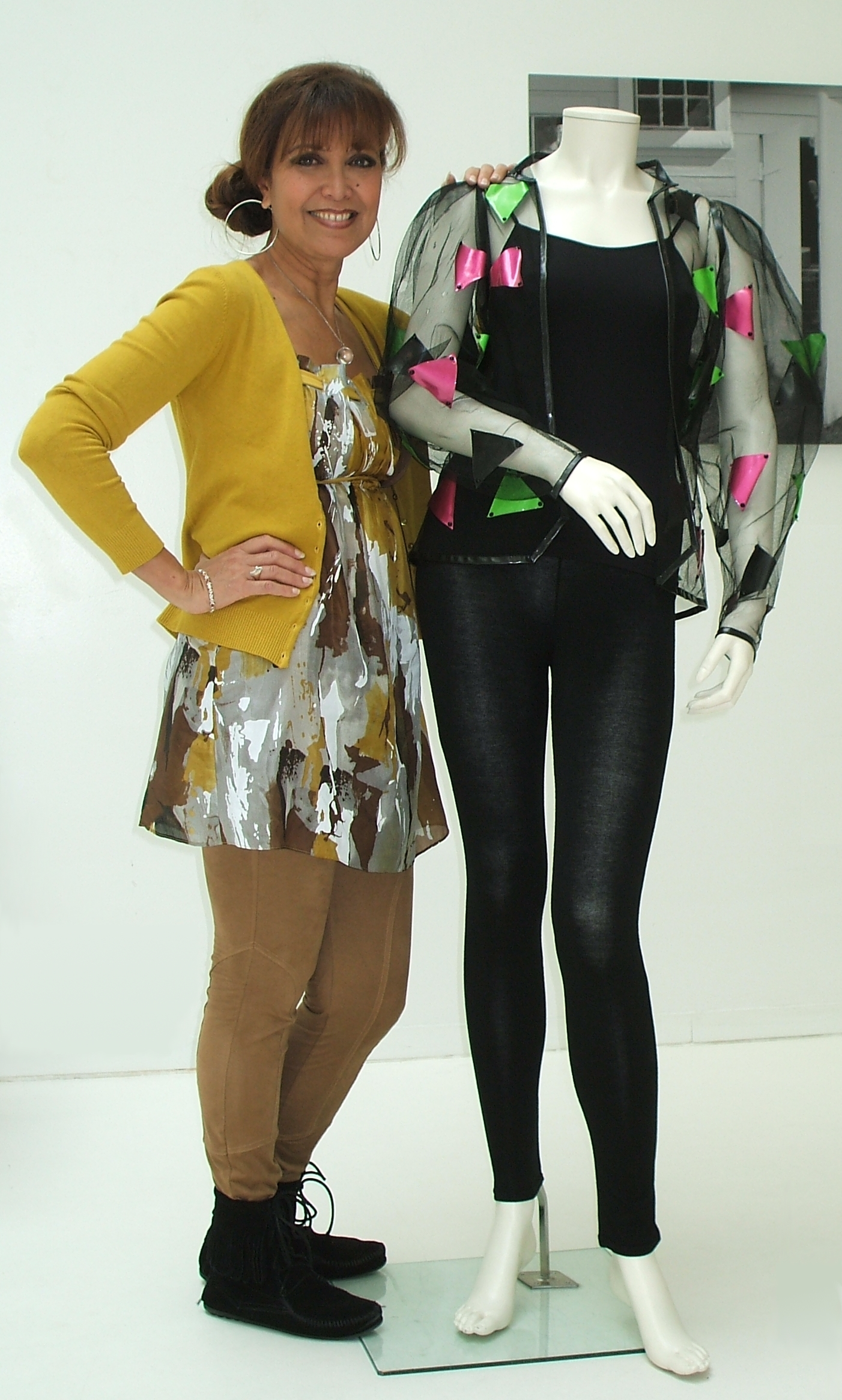
Sandra Reemer (2010) neben dem Originalkostüm vom ESC 1979

Sandra Reemer, eigentlich Barbara Alexandra Reemer, (* 17. Oktober 1950 in Bandung, Indonesien; † 6. Juni 2017 in Amsterdam) war eine niederländische Sängerin und Moderatorin mit indonesischen Wurzeln.

## Leben
Sandra Reemer begann bereits als Kind mit der Musik. Sie war gerade elf Jahre alt als 1962 ihre ersten Singles schlicht unter ihrem Vornamen „Sandra“ erschienen. Bis 1970 erschienen rund zwei Dutzend weitere Singles.
Reemer vertrat die Niederlande beim Eurovision Song Contest 1972 in Edinburgh zusammen mit Dries Holten. Als „Sandra & Andres“ erreichten sie mit ihrem Schlager Als het om de liefde gaat den vierten Platz. Als Sandra Reemer war sie beim Eurovision Song Contest 1976 in Den Haag zugegen; mit The Party’s Over erreichte sie Platz 9. Als „Xandra“ nahm sie mit dem Eurovision Song Contest 1979 ein drittes Mal für die Niederlande teil; der Song Colorado schaffte es in Jerusalem auf Platz 12. Colorado wurde vom Duo Bolland & Bolland geschrieben. Auch die Lieder auf der dazugehörigen LP Xandra wurden hauptsächlich von Bolland & Bolland geschrieben und produziert.
Ab Mitte der 1980er Jahre wurde sie auch als Moderatorin im niederländischen Fernsehprogramm aktiv und präsentierte die Musikshow De show van de maand und war Assistentin bei Wedden, dat..?. 
Am 6. Juni 2017 starb Sandra Reemer in Amsterdam an Brustkrebs.

## Diskografie

### Alben
| Jahr | Titel               | Höchstplatzierung, Gesamtwochen, AuszeichnungChartsChartplatzierungen (Jahr, Titel, Platzierungen, Wochen, Auszeichnungen, Anmerkungen) | Anmerkungen |
| Jahr | Titel               | NL | Anmerkungen |
| ---- | ------------------- | --- | ----------- |
| Solo |                     | |             |
|      |                     | |             |
| 1987 | The Best Of My Love | NL24 (14 Wo.)NL |             |
| 1989 | Unforgettable       | NL27 (14 Wo.)NL |             |
| 1990 | She’s The One       | NL56 (6 Wo.)NL |             |

Weitere Alben

als Sandra & Andres
- 1969: Happy Together
- 1971: Let Us Sing Together
- 1971: Cantemos Juntos (Let Us Sing Together)
- 1972: Als Het Om De Liefde Gaat
- 1972: Was Soll Ich Tun?
- 1973: True Love
- 1974: Yum Yum

Solo
- 1976: Trust In Me
- 1979: Xandra
- 1992: Valleys Of Emotions
- 1996: Natuurlijk

### Singles
| Jahr                                 | Titel Album                               | Höchstplatzierung, Gesamtwochen, AuszeichnungChartplatzierungen (Jahr, Titel, Album, Platzierungen, Wochen, Auszeichnungen, Anmerkungen) | Höchstplatzierung, Gesamtwochen, AuszeichnungChartplatzierungen (Jahr, Titel, Album, Platzierungen, Wochen, Auszeichnungen, Anmerkungen) | Anmerkungen                                                                   |
| Jahr                                 | Titel Album                               | DE | NL | Anmerkungen                                                                   |
| ------------------------------------ | ----------------------------------------- | --- | --- | ----------------------------------------------------------------------------- |
| mit Dries Holten als Sandra & Andres |                                           | | |                                                                               |
|                                      |                                           | | |                                                                               |
| 1968                                 | Storybook Children Happy Together         | — | NL9 (13 Wo.)NL |                                                                               |
| 1970                                 | Let Us Pray Together Let Us Sing Together | — | NL5 (8 Wo.)NL |                                                                               |
| 1970                                 | Love Is All Around Let Us Sing Together   | — | NL5 (12 Wo.)NL |                                                                               |
| 1971                                 | Those Words Let Us Sing Together          | — | NL5 (10 Wo.)NL |                                                                               |
| 1971                                 | Que Je T’aime –                           | — | NL8 (7 Wo.)NL |                                                                               |
| 1971                                 | Mary Madonna –                            | — | NL12 (7 Wo.)NL |                                                                               |
| 1972                                 | Als Het Om De Liefde Gaat                 | — | NL3 (10 Wo.)NL |                                                                               |
| 1972                                 | What Do I Do –                            | DE46 (5 Wo.)DE | — |                                                                               |
| 1972                                 | Was soll ich tun Was soll ich tun?        | DE23 (8 Wo.)DE | — |                                                                               |
| 1972                                 | Mama mia –                                | DE35 (2 Wo.)DE | NL12 (6 Wo.)NL |                                                                               |
| 1972                                 | Auntie –                                  | — | NL4 (9 Wo.)NL | mit Hildegard Knef, Enrico Macias, Alice Babs, Demis Roussos & Vicky Leandros |
| 1973                                 | Aime-Moi (Love Me) True Love              | — | NL12 (6 Wo.)NL |                                                                               |
| 1973                                 | Dzjing Boem! Te-Ra-Ta-Ta True Love        | — | NL33 (4 Wo.)NL |                                                                               |
| 1974                                 | True Love                                 | — | NL21 (5 Wo.)NL |                                                                               |
| 1974                                 | You Believed True Love                    | — | NL14 (6 Wo.)NL |                                                                               |
| 1975                                 | Oh, Nous Sommes Très Amoureux –           | — | NL28 (2 Wo.)NL |                                                                               |
| Solo                                 |                                           | | |                                                                               |
|                                      |                                           | | |                                                                               |
| 1976                                 | The Party’s Over Trust In Me              | — | NL3 (8 Wo.)NL |                                                                               |
| 1979                                 | Colorado Xandra                           | — | NL37 (2 Wo.)NL | als Xandra                                                                    |
| 1987                                 | All Out Of Love The Best Of My Love       | — | NL26 (4 Wo.)NL |                                                                               |
| 1990                                 | La Colegiala She’s The One                | — | NL23 (5 Wo.)NL |                                                                               |